# Thistle Football Club
Ne doit pas être confondu avec Partick Thistle Football Club.
Maillots
Thistle Football Club (connu aussi parfois comme Glasgow Thistle Football Club) est un ancien club de football écossais basé à Glasgow, et qui a été actif entre 1875 et 1894, membre de la Scottish Football League pendant la saison 1893-94. 

## Histoire
Le club a été fondé en 1875 et a été l'un des membres fondateurs de la Scottish Football Alliance en 1891. Ils furent invités par la Scottish Football League à rejoindre la toute nouvelle Division 2 lors sa création en 1893. 
Ils terminèrent cette saison à la 10e et dernière place, avec 2 victoires, 3 matches nuls et 13 défaites (30 buts inscrits et 72 concédés). Ils concédèrent notamment une défaite 1-13 contre leurs rivaux de Partick Thistle, le 10 mars 1894, défaite qui était la plus lourde en Scottish Football League à l'époque, avant d'être détronée par la défaite 1-15 de Dundee Wanderers contre Airdrieonians la saison suivante.
Ils ne furent pas retenus pour poursuivre leur aventure en Scottish Football League et disparurent par la suite en 1894.